# Franco Forini
Pas d'image ? Cliquez ici
Franco Forini, né le 22 septembre 1958 à Muralto (Suisse), est un ancien pilote automobile suisse. Il courut en Formule 1 à 3 reprises, au sein de l'écurie Osella.

## Biographie
Franco Forini commence sa carrière en Italie, étant donné que les courses automobiles sont interdites en Suisse depuis l'accident du Mans 1955. Il s'engage en F3 italien en 1981, où il marque ses premiers points l'année suivante, en 1982 (1 point lors de la saison 1981). La même année, il court toujours en Formule 3, mais cette fois-ci, en Europe. Le bilan est à peine meilleure : 3 points. Il réussit à remporter son premier GP dans ce championnat, en 1983, et devient un prétendant pour le titre. Il se classe finalement 3e, avec un total de 32 points. La saison suivante, il se montre dangereux pour le titre, mais pas assez pour l'enlever. À l'arrivée, une 5e place, avec, tout de même, 2 victoires. En revanche, en 1985, il gagne haut la main le championnat, avec un total de 70 points dont 6 victoires. Il y fera une brève apparition en F3000, en marquant 1 point.
En pensant avoir sa chance pour la F1. Forini paie pour participer à 3 GPs (Italie, Portugal, Espagne) au volant d'une Osella FA1I. Étant donné que ce n'est la meilleure voiture du plateau, le Suisse va le payer cher. Bilan : 1 non-qualification en Espagne, 2 départs en partant de la dernière place (de justesse), suivis de deux abandons (Turbo en Italie et roulement de roue au Portugal). 
Du coup, il ne réussira jamais à se rattraper ses malheurs en F1. Durant 11 ans, il n'arrivera jamais à se faire remarquer, jusqu'en 2001, où il finit vice-champion du Gonzalo Rodriguez Master Kart.

## Résultats en championnat du monde de Formule 1
| Saison | Écurie               | Châssis | Moteur              | Pneus    | GP disputés | Points | Classement |
| ------ | -------------------- | ------- | ------------------- | -------- | ----------- | ------ | ---------- |
| 1987   | Osella Squadra Corse | FA1I    | Alfa Romeo V8 turbo | Goodyear | 2           | 0      | n.c        |